# Coupe de Belgique de cyclisme sur route 2022
Navigation
Coupe de Belgique 2021 Coupe de Belgique 2023
La Coupe de Belgique de cyclisme sur route 2022, officiellement nommée la Exterioo Cycling Cup 2022, est la 7e édition de la Coupe de Belgique de cyclisme sur route. Elle débute le 1er mars 2022 avec le Samyn et se termine le 16 septembre 2022 avec le Championnat des Flandres. 

## Attribution des points
Sur chaque course, les 15 premiers coureurs marquent des points et le coureur marquant le plus de points au total est considéré comme le vainqueur de la Coupe de Belgique.
Sur chaque épreuve, les points sont attribués avec le barème suivant :
| Position | 1  | 2  | 3  | 4  | 5  | 6  | 7 | 8 | 9 | 10 | 11 | 12 | 13 | 14 | 15 |
| Points   | 16 | 14 | 13 | 12 | 11 | 10 | 9 | 8 | 7 | 6  | 5  | 4  | 3  | 2  | 1  |

Dans chaque épreuve, il y a 3 sprints intermédiaires avec des points attribués au 3 premiers coureurs. Ces points sont ajoutés au classement individuel.
Les points attribués sont respectivement: 3-2-1 points.

## Résultats
| #  | Date         | Course                                | Vainqueur          | Équipe                             | Leader du classement individuel |
| -- | ------------ | ------------------------------------- | ------------------ | ---------------------------------- | ------------------------------- |
| 1  | 1er mars     | Le Samyn (2022)                       | Matteo Trentin     | UAE Team Emirates                  | Matteo Trentin                  |
| 2  | 6 mars       | Grand Prix Jean-Pierre Monseré (2022) | Arnaud De Lie      | Lotto-Soudal                       | Dries De Bondt                  |
| 3  | 13 mars      | Tour de Drenthe (2022)                | Dries Van Gestel   | TotalEnergies                      | Hugo Hofstetter                 |
| 4  | 21 mai       | Veenendaal-Veenendaal Classic (2022)  | Dylan Groenewegen  | BikeExchange Jayco                 | Hugo Hofstetter                 |
| 5  | 22 mai       | Antwerp Port Epic (2022)              | Florian Vermeersch | Lotto-Soudal                       | Arnaud De Lie                   |
| 6  | 26 mai       | Circuit de Wallonie (2022)            | Andrea Pasqualon   | Intermarché-Wanty-Gobert Matériaux | Arnaud De Lie                   |
| 7  | 29 mai       | Grand Prix Marcel Kint (2022)         | Arnaud De Lie      | Lotto-Soudal                       | Arnaud De Lie                   |
| 8  | 11 juin      | À travers le Hageland (2022)          | Oscar Riesebeek    | Alpecin-Fenix                      | Arnaud De Lie                   |
| 9  | 12 juin      | Tour des onze villes (2022)           | Fabio Jakobsen     | Quick-Step Alpha Vinyl             | Arnaud De Lie                   |
| 10 | 10 août      | Circuit franco-belge (2022)           | Alexander Kristoff | Intermarché-Wanty-Gobert Matériaux | Arnaud De Lie                   |
| 11 | 16 septembre | Championnat des Flandres (2022)       | Fabio Jakobsen     | Quick-Step Alpha Vinyl             | Arnaud De Lie                   |

## Classement
| Pos. | Coureur           | Équipe                             | Points |
| ---- | ----------------- | ---------------------------------- | ------ |
| 1    | Arnaud De Lie     | Lotto-Soudal                       | 83     |
| 2    | Gerben Thijssen   | Intermarché-Wanty-Gobert Matériaux | 58     |
| 3    | Hugo Hofstetter   | Arkéa-Samsic                       | 40     |
| 4    | Dries Van Gestel  | TotalEnergies                      | 39     |
| 5    | Pierre Barbier    | B&B Hotels-KTM                     | 36     |
| 6    | Dries De Bondt    | Alpecin-Deceuninck                 | 35     |
| 7    | Fabio Jakobsen    | Quick-Step Alpha Vinyl             | 32     |
| 8    | Piet Allegaert    | Cofidis                            | 32     |
| 9    | Dylan Groenewegen | BikeExchange Jayco                 | 29     |
| 10   | Caleb Ewan        | Lotto-Soudal                       | 28     |